# La tela animata
La tela animata (Le Tableau) è un film d'animazione del 2011 scritto e diretto da Jean-François Laguionie.
Il film racconta le avventure di un gruppo di personaggi che lasciano i loro quadri per andare alla ricerca del pittore che li ha creati.
Realizzato in tecnica mista, con sequenze di animazione bidimensionale inserite in ambientazioni in computer grafica, la sua produzione è durata cinque anni.

Candidato come miglior film d'animazione alla 37ª edizione dei Premi César, in patria è stato distribuito nelle sale cinematografiche il 23 novembre 2011, mentre in Italia è stato distribuito in Dvd e Blu-ray Disc da Koch Media a partire dal 12 dicembre 2012.

## Trama
In un quadro raffigurante un castello immerso nella foresta convivono tre categorie di personaggi: i Compiuti le cui fattezze sono state completate dal pittore, gli Incompiuti, figure non ancora complete, e gli Schizzi, personaggi solo abbozzati attraverso un confuso insieme di linee e non colorati. I Compiuti, capeggiati dall'altero Grande Candeliere, sono gli unici abitanti del castello: ritenendosi superiori poiché uniche figure complete del quadro, emarginano gli Incompiuti costringendoli a vivere nei giardini circostanti l'edificio ed esiliano gli Schizzi.

Ramo, giovane appartenente ai Compiuti, non è d'accordo con gli arroganti atteggiamenti della sua classe e rivendica uguaglianza per tutti. Il ragazzo è innamorato di Claire, Incompiuta dal volto privo di colore, e si augura di poter prima o poi vivere il suo grande amore alla luce del sole.
Lola, amica di Claire, lascia il giardino alla ricerca del pittore che li ha creati e apparentemente abbandonati. Prima di allontanarsi in barca in direzione della minacciosa foresta circostante incontra il fuggitivo Ramo e il goffo Plume, uno Schizzo intenzionato a riportare in vita il suo amico, pestato da un gruppo di Compiuti che lo hanno scoperto mentre si infiltrava a palazzo. Il loro obbiettivo comune è domandare al pittore di tornare sulla sua opera incompiuta per dare finalmente una dignità a tutti i personaggi del quadro.

## Accoglienza
La tela animata è stato accolto favorevolmente dalla critica francese. François-Guillaume Lorrain, giornalista del settimanale Le Point, lo ha lodato come "una delle produzioni più poetiche e originali che il cinema d'animazione francese abbia proposto nel 2011", sottolineando la ricchezza di temi come la libertà, l'uguaglianza sociale e la ricerca della propria identità e considerandolo il capolavoro del regista. Christophe Carrière del settimanale L'Express ha evidenziato la vivacità della resa grafica e la fluidità delle animazioni, paragonate per cura a quelle del maestro Paul Grimault, con il quale Jean-François Laguionie ha lavorato per dieci anni. Secondo Emmanuèle Frois di Le Figaro il film, grazie alle sue molte chiavi di lettura e ai riferimenti a pittori del calibro di Henri Matisse, André Derain e Pierre Bonnard, è godibile sia dal pubblico più giovane sia da quello adulto. Thomas Sotinel, del quotidiano Le Monde, propone un giudizio più critico, apprezzando il reparto grafico ma lamentando una sceneggiatura ingenua: il giornalista d'altronde afferma che "la possibilità di assistere a un film d'animazione distante dalle attuali leggi del mercato è così rinfrescante e soddisfacente che si può perdonare a La tela animata di essere una pellicola imperfetta".